# Здравко Зупан
Здравко Зупан (Загреб, 7. фебруар 1950 — Земун, 9. октобар 2015) био је југословенски и српски стрипски аутор, историчар, издавач.

## Рад

### Самостални ауторски опус
Први стрип објавио је у београдском листу Мали Јеж 1965. године. Већ 1967. постао је стални сарадник предузећа „Дечје новине“ из Горњег Милановца.
Најпознатије ауторске стрипске серије су му „Зузуко“ и „Муња“ које излазе до данас.

### Рад на америчким серијалима: Хана и Барбера, Дизни
Од 1983. до 1988. са сценаристом Лазаром Одановићем цртао је серијал „Том и Џери“ за загребачку „Вјесникову прес агенцију“, по лиценци америчког предузећа Хана и Барбера.
За француску подружницу предузећа Дизни цртао је од 1990. до 1994. серијале „Мики Маус“ („Mickey Mouse“), „Шиља“ („Goofy“) и „Гавран Гаша“ („Ellsworth“), према сценаријима угледног европског сценаристе Франсоаза Кортеђанија (François Corteggiani). Ови стрипови су премијерно објављивани у француском часопису Le Journal de Mickey, а прештампавани су широм света — Бразил, Немачка, Данска, Италија, Шведска, Колумбија, Норвешка, Турска, Шпанија, Уједињено Краљевство, Пољска и Словенија.
У Србији је био запажен Зупанов стрип „Мики и Баш-Челик“ (Микијев забавник, 1999) према сценарију Николе Масловаре (издавач: „Политика“), у којем је свет Микија Мауса спојен са српском народном бајком.

### Историографија српског и југословенског стрипа
Зупан је истакнути историчар српског и југословенског стрипа и први историчар популарне културе који је у десетинама текстова систематски истражио корене модерног стрипа Западног Балкана.
Између осталог, заслужан је за проучавање тзв. „Златног доба“, међуратног периода у Краљевини Југославији, укључујући и опусе свих иоле битнијих аутора у Београду — Бранко Видић, Ђорђе Лобачев, Сергеј Соловјев, Никола Навојев, Константин Кузњецов, Момчило Мома Марковић, Иван Шеншин, Властимир Белкић, Себастијан Лехнер, Алексије Ранхнер, Ђука Јанковић, Никола Тишћенко, Вељко Коцкар — као и Загребу — Сергије Миронович Головченко, Андрија Мауровић, Фрањо Мартин Фуис, Валтер Нојгебауер и Норберт Нојгебауер, Фердинанд Фердо Бис...
Зупан је 1986. објавио први том Историје југословенског стрипа у сарадњи са Славком Драгинчићем, у којој је прикупљена историографска грађа о стрипу до 1941. године. Његова капитална књига Век стрипа у Србији изашла је 2007. у издању ГРРР Фестивала, Панчево. Коаутор је критичког лексикона Стрипови које смо волели: избор стрипова и стваралаца са простора бивше Југославије у XX веку са Живојином Тамбурићем и Зораном Стефановићем (2011).
Организатор је више значајних изложби стрипа у земљама бивше Југославије и иностранству.

### Уређивање и издаваштво
Издавач је популарних издања за децу (Енигматски забавник Муња, Муња Стрип и Муња Бојанка), као и за стрипофиле (Цепелин, Екстра Цепелин, Едиција „Репринти“...)

## Награде и признања
- Награда за теоријски допринос развоју југословенског стрипа, IV Салон југословенског стрипа, Винковци 1988.
- Награда „Фра Ма Фу“ за посебан допринос развоју југословенског стрипа, ОК ССОВ и „Стрип клуб 85", Вировитица 1988.
- Награда „Срећко Јовановић“ за најбољег издавача на Међународном београдском салону стрипа, Београд, 2009.
- Меморијална плакета „Никола Митровић – Кокан“ за допринос српском стрипу, Удружење „Никола Митровић – Кокан“, Лесковац, 2011.
- Награда за издавачки подухват године на Сајму књига у Београду, за лексикон Стрипови које смо волели: избор стрипова и стваралаца са простора бивше Југославије у XX веку, (Тамбурић, Зупан, Стефановић) 2011.
- Плакета Свети Сава општине Пантелеј града Ниша, Фестивал „Нифест“ 2015.
- Велика повеља Гашиног сабора породици Зупан (2018), доделили Центар за уметност стрипа Београд при Удружењу стрипских уметника Србије и Дечји културни центар Београд[1]